# Nobody Else but You
Nobody Else but You è un brano musicale del cantante statunitense Trey Songz pubblicato il 12 febbraio del 2017 come primo singolo d'anticipazione dell'album Tremaine.

## Il brano
Il brano è stato scritto interamente da Trey Songz, e nel testo si rivolge ad una ragazza cercando di smentire le voci su di lui che lo descrivono come un inguaribile donnaiolo di cui non ci si può fidare, rivolgendosi a lei come l'unica donna da lui amata.

## Tracce

### Versione originale
- Download digitale

1. Nobody Else but You – 3:48

### Remix
1. Nobody Else but You (Mastiksoul Dirty Mix) – 3:12

## Classifiche
| Classifica (2017) | Posizione massima |
| ----------------- | ----------------- |
| Stati Uniti       | 46                |
| Stati Uniti (R&B) | 12                |